# Andrei Nicolescu-Păcureți

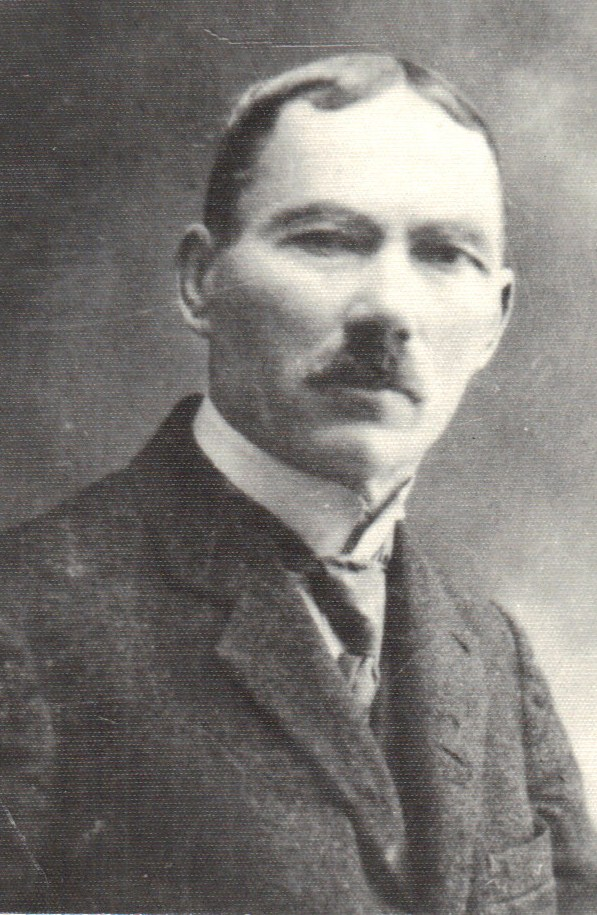
Andrei Nicolescu-Păcureți

Andrei Nicolescu-Păcureți (n. 28 mai 1866 – d. 25 aprilie 1925, Păcureți, județul Prahova) este un cărturar din secolele al XIX-lea–al XX-lea din România.

## Aspecte biografice
Andrei Nicolescu-Păcureți (1866-1925) provine dintr-o familie de preoți din Transilvania, care acompaniau pe ciobanii din Munții Apuseni în transhumanța lor. Este străbunicul patern al academicianului Basarab Nicolescu.
Bunicul său, Zamfir Ghinoiu, se regăsește asociat cu un  boier scăpătat, Ion Constantin Țârul (zis „ocoliciu” pentru că făcuse înconjurul pământului), pasionat de geologie și care a descoperit între 1840 și 1860 multe izvoare de păcură. În 1859, Ion Constantin Țârul îl ia cu el pe Zamfir Ghinoiu la Colibași unde au săpat un puț la 46 m. adâncime. Din nefericire, din lipsă de foale, Zamfir Ghinoiu a murit asfixiat. A fost înmormântat sub clopotnița bisericii Iedera. Soția lui Zamfir Ghinoiu a primit ca unică recompensă a sacrificiului soțului ei un butoi de păcură. Iar boierul scăpătat moare în 1886 sărac lipit pământului, orb și fără adăpost.
Fiu al lui Neculai Zamfir Ghinoiu, Andrei Nicolescu își transformă numele de familie în „Nicolescu-Păcureți”.
Andrei Nicolescu-Păcureți a fost învățător la Comuna Păcureți, Prahova (a urmat între 1881 și 1884 cursurile Școlii Normale de Băieți din Ploiești). A fost Primar al Comunei Păcureți si Senator de Prahova în primul Senat al României Întregite (1919). A participat la Expoziția Generală Română a Jubileului din 1906, unde el și familia sa au obținut câteva distincții. După moartea sa a fost înființat Căminul Cultural Andrei Nicolescu-Păcureți (statute aprobate cu Ordinul Ministerului Instrucțiunii nr. 00532 din 5 aprilie 1933), al cărui prim președinte a fost aleasă fiica sa Aurelia Nicolescu. O placă în memoria lui Andrei Nicolescu-Păcureți a fost pusă pe clădirea Primăriei din Păcureți în anul 2004. O importantă expoziție "Andrei Nicolescu-Păcureți" a fost organizată de Raluca Andreescu, Directoare la Direcția Județeană Prahova a Arhivelor Naționale, în decembrie 2012 - ianuarie 2013, la Muzeul de Artă "Ion Ionescu-Quintus" din Ploiești. Această expoziție a fost prezentată și la primăria din Păcureți în ziua de 1 iulie 2013. Școalei gimnaziale din Păcureți i-a fost atribuit numele "Andrei Nicolescu-Păcureți" în iulie 2013.
Andrei Nicolescu-Păcureți este autorul cărții Monografia istorică, economică, culturală și socială a comunei Păcureți din Județul Prahova . Această carte a fost editată în urma obținerii premiului Kalinderu al Academiei Române în 1908, din comisia de atribuire a premiului făcând parte Grigore Tocilescu, Alexandru D. Xenopol și C. Erbiceanu. Cartea rămâne și astăzi o sursă bibliografică esențială pentru studiul originilor industriei petrolului în România.
Andrei Nicolescu-Păcureți este autorul altor câteva lucrări, printre care: Administrația comunală - Studiu asupra organisărei administrative în România, însoțit de un Proiect de Lege pentru descentralizarea administrativă comunală, Rolul administrațiunei în îmbunătățirea soartei țăranului, Zece ani de muncă în binele aproapelui. A lăsat mai multe lucrări în manuscris, printre care Țăranul român în trecut, prezent și viitor și Răsboiul România Mare. 
A scris multe articole în presa vremii: "Națiunea", "Liberalul democrat", "România Viitoare" etc. 
Andrei Nicolescu-Păcureți a fost prieten cu marele chimist Constantin I. Istrati, președinte al Academiei Române. S-au cunoscut la Expoziția Generală Română a Jubileului din 1906, unde Profesorul Istrati era Comisar General. Corespondența lor s-a publicat în parte în cartea File din trecutul istoric al Județului Prahova . 
Biblioteca lui Andrei Nicolescu-Păcureți conținea mii de cărți, hrisoave din sec. XVI si XVII, monezi vechi în aur. O parte a acestui tezaur a fost donată de familie la Arhivele Naționale ale României (Județul Prahova) sub numele de "Colecția Andrei Nicolescu-Păcureți" și "Colecția Aurelia Nicolescu". Arhivele Naționale au primit în anul 2012 donația arhivei academicianului Basarab Nicolescu care completează celelalte două colecții existente. 

## Titluri, premii și distincții
- Premiul Kalinderu al Academiei Române în 1908.

## Cărți
- Monografia istorică, economică, culturală și socială a comunei Păcureți din Județul Prahova, Tipografia Izbânda, Ploiești, 1912.
- Administrația comunală - Studiu asupra organisărei administrative în România, însoțit de un Proiect de Lege pentru descentralizarea administrativă comunală, Tipografia Democratul, Ploiești, 1889.
- Rolul administrațiunei în îmbunătățirea soartei țăranului, Institutul de Arte Grafice Progresul, Ploiești, 1906.
- Zece ani de muncă în binele aproapelui, Tipografia Concurența, Ploiești, 1914.